# Thanat Khoman

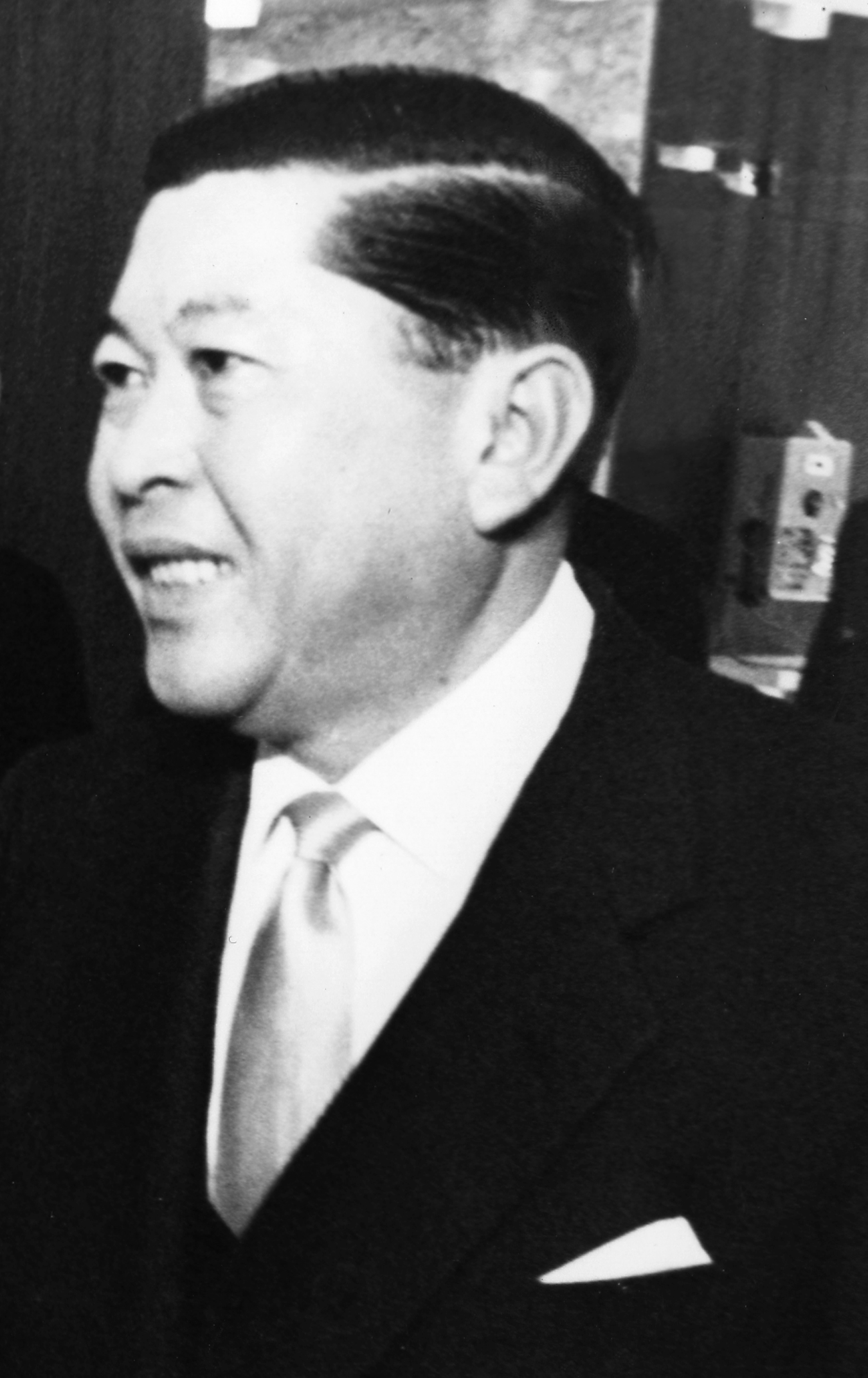
Thanat Khoman in 1964

Thanat Khoman (Thai: ถนัด คอมันตร์) (9 mei 1914 - Bangkok, 3 maart 2016) was een Thais politicus en minister.
Thanat Khoman was minister van Buitenlandse Zaken van Thailand tussen 1959 en 1971 in de door militairen gedomineerde regeringen van Sarit Dhanarajata en zijn opvolger Thanom Kittikachorn. In die periode was zijn land een nauwe bondgenoot van de Verenigde Staten tijdens de Vietnamoorlog. Bijna 50.000 Amerikaanse militairen waren gelegerd in Thailand en 12.000 Thaise militairen waren gelegerd in Zuid-Vietnam.  
Hij was een voorstander van Zuid-Oost-Aziatische economische samenwerking. Hij bemiddelde tussen Maleisië en Indonesië en stond aan de wieg van ASEAN (Association of Southeast Asian Nations). In 1967 tekende hij samen met de ministers van Buitenlandse Zaken van de Filipijnen, Maleisië, Singapore en Indonesië de oprichtingsakte in Bangkok. In 1980 stond hij in Canberra ook aan de wieg van de PECC (Pacific economic cooperation council). Tussen 1979 en 1982 was hij partijleider van de Democratische Partij van Thailand. 
Hij overleed in 2016 op 101-jarige leeftijd.